# Europe in the Raw
Europe in the Raw è un documentario del 1963, diretto da Russ Meyer.